# Jeremiah Johnson (film)
Jeremiah Johnson este un film western american din 1972. Acesta este regizat de Sydney Pollack, iar în distribuția sa apar Robert Redford (în rolul personajul principal) și Will Geer⁠(d) (în rolul lui Chris „Gheara de Urs” Lapp). Filmul este parțial inspirat de viața legendarului muntean⁠(d) John „Liver-Eating” Johnson istorisită atât în cartea Crow Killer: The Saga of Liver-Eating Johnson de Raymond Thorp și Robert Bunker, cât în romanul Mountain Man⁠(d) de Vardis Fisher⁠(d).
Scenariul a fost redactat de John Milius și Edward Anhalt⁠(d). Proiectul a fost turnat în diverse locuri din statul Utah și a fost prezentat la Festivalul de Film de la Cannes din 1972⁠(d).

## Intriga
Veteranul al războiului mexicano-american, Jeremiah Johnson abandonează civilizația în schimbul traiului de subzistență, cutreierând Munții Stâncoși în lung și în lat. Prima sa iarnă în ținuturile muntoase este anevoioasă și intră în conflict cu Paints-His-Shirt-Red, o căpetenie a tribului Crow. Înarmat la început cu o pușcă de vânătoare Hawken⁠(d) de calibru .30, acesta descoperă cadavrul înghețat al munteanului⁠(d) Hatchet Jack cu o pușcă Hawken de calibru .50. Conform testamentului lăsat în urmă de acesta, pușca îi aparține omului care îi găsește trupul neînsuflețit. Johnson tulbură din greșeală vânătoarea de urși grizzly a excentricului Chris Lapp, supranumit „Gheară de Urs”, care îl povățuiește cum să trăiască în regiunile muntoase. După o întâlnire cu indienii Crow, inclusiv cu Paints-His-Shirt-Red, și însușirea unor tehnici cu supraviețuire, Johnson pornește de unul singur în sălbăticie.
Acesta descoperă o cabană cu coloniști recent atacați e războinicii Backfeet⁠(d), singurii supraviețuitori fiind o femeie și fiul ei tăcut. Îndurerată de pierderea celorlalți copii ai săi, aceasta îi cere lui Johnson să-i adopte fiul. Acesta își continuă drumul alături de băiat, pe care îl numește „Caleb”, însă îl întâlnesc pe Del Gue, un muntean jefuit de indienii Blackfeet și îngropat până la gât în nisip. Bărbatul îl convinge pe Johnson să-l ajute să-și recupereze bunurile furate, dar când găsesc tabăra indienilor, acesta refuză să-i atace.
Cei doi se strecoară în timpul nopții în tabără pentru a recupera bunurile, dar Gue deschide focul și îi ucid pe indieni. Gue fură caii și scalpurile acestora, iar Johnson, dezgustat de vărsarea inutilă de sânge, se întoarce la Caleb. La scurt timp după acest eveniment, sunt întâmpinați de indieni flathead⁠(d) creștinați, care îi primesc în tabăra lor. Johnson îi oferă căpeteniei caii și scalpurile furate de la dușmanii lor de moarte; conform obiceiului indienilor Flathead, pentru a-și păstra onoarea, liderul trebuie fie să-l omoare, fie să-i ofere un cadou mai valoros. Căpetenia i-o oferă pe fiica sa, Swan, să-i fie mireasă. După nuntă, Gue părăsește singur tabăra, iar Johnson, Caleb și Swan pleacă în sălbăticie. Munteanul găsește o zonă potrivită în care să construiască o cabană, iar aceștia se stabilesc în noua casă și devin treptat o familie.
Johnson este îndemnat de trupele de cavalerie⁠(d) ale armatei americane să îndrume o echipă însărcinată cu salvarea grup de trăsuri⁠(d) înzăpezit. Acesta nu dorește să-și părăsească familia, însă se răzgândește în cele din urmă. Comandantul grupului, locotenentul Mulvey, ignoră sfatul lui Johnson de a ocoli cimitirul sacru al indienilor Crow și îl obligă pe acesta să străbată terenul. În timp ce se întoarce acasă pe același traseu, munteanul observă că mormintele sunt acum împodobite cu podoabe albastre; se grăbește spre cabană, unde descoperă că familia sa a fost ucisă.
Johnson pornește în căutarea războinicilor vinovați de uciderea familiei sale. Acesta îi atacă și îi răpune pe toți, cu excepția unui bărbat solid, care începe să-și intoneze cântecul morții, conștient că nu mai are scăpare. Johnson îi cruță viața, iar supraviețuitorul răspândește povestea munteanului mânat de răzbunare în întreaga regiune. La auzul acestor vești, tribul indienilor Crow își trimite cei mai buni războinici unul după altul să-l omoare pe Johnson, însă acesta îi învinge. Treptat, renumele său crește și indienii Crow ajung să-l respecte. Acesta îl întâlnește din nou pe Gue și se întoarce la cabana mamei lui Caleb, unde descoperă că femeia nu mai trăiește. Mai mult, un alt colonist pe nume Qualen și familia sa locuiesc în prezent acolo. În apropiere, războinicii Crow au construit un monument plin cu podoabe și talismane dedicat vitejiei lui Johnson
La scurt timp după, Johnson și Lapp se întâlnesc pentru ultima oară. În cadrul acestei întâlniri emoționante dintre mentor și ucenic, Lapp realizează cât de mult l-au schimbat luptele purtate împotriva unei întregi națiuni într-un ținut atât de îndepărtat și vast. Bătrânul conștientizează acest fapt în momentul în care este întrebat de Johnson dacă știe ce lună este. Mai târziu, Johnson se întâlnește cu Paints-His-Shirt-Red, bănuind că acesta se află în spatele atacurilor. Cei doi stau călare, la distanță unul de celălalt; Johnson își întinde mâna spre pușcă, dar indianul își ridică brațul cu palma deschisă într-un gest de pace. Johnson ridică la rândul său brațul, marcând astfel încheierea conflictului dintre cei doi.

## Distribuție
- Robert Redford - Jeremiah Johnson
- Will Geer - Bear Claw Chris Lapp
- Stefan Gierasch - Del Gue
- Delle Bolton - Swan
- Josh Albee - Caleb
- Joaquín Martínez - Paints His Shirt Red
- Allyn Ann McLerie - the Crazy Woman
- Paul Benedict - părintele Lindquist
- Jack Colvin - locotenent Mulvey
- Matt Clark - Qualen
- Richard Angarola - căpetenia Two-Tongues Lebeaux
- Charles Tyner - Robidoux
- Tanya Tucker - fiica lui Qualen (necreditată)